# Orocrambus ephorus
Orocrambus ephorus là một loài bướm đêm trong họ Crambidae.